# Rawa Mazowiecka (Landgemeinde)
Die gmina wiejska Rawa Mazowiecka ist eine selbständige Landgemeinde in Polen im Powiat Rawski in der Woiwodschaft Łódź. Ihr Sitz befindet sich in der Stadt Rawa Mazowiecka. Die Landgemeinde, zu der die Stadt Rawa Mazowiecka selbst nicht gehört, hat eine Fläche von 164 km², auf der (Stand: 31. Dezember 2020) 8793 Menschen leben.

## Geographie
Die Landgemeinde liegt 50 km östlich von Łódź. 78 % des Gemeindegebiets werden landwirtschaftlich genutzt, 15 % sind mit Wald bedeckt.

## Geschichte
Die Landgemeinde besteht seit 1973. Die Vorgängergemeinden hießen Gmina Boguszyce und Gmina Wałowice (Gmina Niwna 1953–1954). Von 1975 bis 1998 gehörte die Landgemeinde zur Woiwodschaft Skierniewice.

## Gemeindegliederung
Die Landgemeinde Rawa Mazowiecka besteht aus folgenden 38 Ortschaften mit Schulzenämtern:
Boguszyce, Bogusławki Małe, Byszewice, Chrusty, Dziurdzioły, Garłów, Głuchówek, Jakubów, Janolin, Julianów, Kaleń, Kaliszki, Konopnica, Księża Wola, Kurzeszyn, Leopoldów, Linków, Lutkówka, Małgorzatów, Matyldów, Niwna, Nowa Wojska, Pasieka Wałowska, Podlas, Przewodowice, Pukinin, Rogówiec, Rossocha, Soszyce, Stara Wojska, Stare Byliny, Ścieki, Wałowice, Wilkowice, Wołucza, Zagórze, Zawady und Żydomice. 
Weitere Ortschaften sind: Bogusławki Duże, Boguszyce Małe, Gaj, Helenów, Huta Wałowska, Julianów Raducki, Kurzeszynek, Nowa Rossocha, Nowy Głuchówek, Nowy Kurzeszyn, Pokrzywna, Stara Rossocha, Stary Dwór, Świnice, Zarzecze und Zielone.